# Монастырь Святого Иоанна Крестителя (Эссекс)
Монастырь в честь святого Иоанна Крестителя (Иоанно-Предтеченский монастырь, англ. Patriarchal Stavropegic Monastery of St. John the Baptist, греч. Ιερά Σταυροπηγιακή και Πατριαρχική Μονή Τιμίου Προδρόμου) — православная монашеская община в Толешант Найтсе, в графстве Эссекс в Великобритании.

## История
Монастырь основан схиархимандритом Софронием (Сахаровым) весной 1959 года в Толешант Найтсе в Молдоне, в графстве Эссекс в юрисдикции Сурожской епархии Московского патриархата, по благословению епископа Сергиевского Антония (Блума).
В 1965 году из-за конфликта архимандрита Софрония с архиепископом Антонием монастырь с благословения патриарха Московского и всея Руси Алексия I перешёл в юрисдикцию Константинопольского патриархата.
С 1959 по 1974 годы архимандрит Софроний был первым настоятелем монастыря, а с 1 сентября 1974 года отошёл от настоятельства и стал духовником обители (скончался 11 июля 1993 года).
В монастыре имеется храм в честь преподобного Силуана Афонского, домовый храм в честь святого Иоанна Предтечи, кладбищенский храм в честь Всех Святых, старая и новая трапезные, гостиницы для паломников.
Монастырь является смешанным, то есть на его территории проживают (раздельно) как женская, так и мужская монашеские общины.

## Настоятели
| № | Фото | Имя                           | Управление       | Примечание                                           |
| - | ---- | ----------------------------- | ---------------- | ---------------------------------------------------- |
| 1 |      | Софроний (Сахаров)            | 1959—1993        | схиархимандрит с 1974 по 1993 — в качестве духовника |
| 2 |      | Кирилл (Акон)                 | 1993—2019        | архимандрит в 2019 году ушёл на покой по болезни     |
| 3 |      | Петр (Вризас) (Πέτρος Βρύζας) | с 5 августа 2019 | иеромонах                                            |